# Mitchell van Bergen
Mitchell van Bergen (Oss, 27 de agosto de 1999) es un futbolista neerlandés. Juega de extremo y su equipo es el Sparta de Róterdam de la Eredivisie de Países Bajos.

## Trayectoria
Formado en las inferiores del Willem II, comenzó su carrera profesional en el S. B. V. Vitesse. Debutó en la Eredivisie el 18 de diciembre ante el F. C. Twente. Disputó cuatro temporadas con el club.
El 31 de agosto de 2018 se unió al S. C. Heerenveen.
El 27 de agosto de 2021 fichó por el Stade de Reims de la Ligue 1 de Francia.

## Selección nacional
Fue internacional en categorías inferiores por los Países Bajos.

## Estadísticas
Actualizado al último partido disputado el 10 de agosto de 2025.
| Club                              | Div.          | Temporada     | Liga  | Liga  | Copas nacionales | Copas nacionales | Copas internacionales | Copas internacionales | Total | Total |
| Club                              | Div.          | Temporada     | Part. | Goles | Part.            | Goles            | Part.                 | Goles                 | Part. | Goles |
| --------------------------------- | ------------- | ------------- | ----- | ----- | ---------------- | ---------------- | --------------------- | --------------------- | ----- | ----- |
| S. B. V. Vitesse · Países Bajos   | 1.ª           | 2015-16       | 1     | 0     | 0                | 0                | —                     | —                     | 1     | 0     |
| S. B. V. Vitesse · Países Bajos   | 1.ª           | 2016-17       | 17    | 0     | 2                | 0                | —                     | —                     | 19    | 0     |
| S. B. V. Vitesse · Países Bajos   | 1.ª           | 2017-18       | 11    | 0     | 1                | 0                | 1                     | 0                     | 13    | 0     |
| S. B. V. Vitesse · Países Bajos   | 1.ª           | 2018-19       | 3     | 0     | 0                | 0                | 1                     | 0                     | 4     | 0     |
| S. B. V. Vitesse · Países Bajos   | Total club    | Total club    | 32    | 0     | 3                | 0                | 2                     | 0                     | 37    | 0     |
| S. C. Heerenveen · Países Bajos   | 1.ª           | 2018-19       | 30    | 7     | 3                | 0                | —                     | —                     | 33    | 7     |
| S. C. Heerenveen · Países Bajos   | 1.ª           | 2019-20       | 25    | 5     | 4                | 1                | —                     | —                     | 29    | 6     |
| S. C. Heerenveen · Países Bajos   | 1.ª           | 2020-21       | 32    | 4     | 4                | 0                | —                     | —                     | 36    | 4     |
| S. C. Heerenveen · Países Bajos   | 1.ª           | 2021-22       | 1     | 0     | —                | —                | —                     | —                     | 1     | 0     |
| S. C. Heerenveen · Países Bajos   | Total club    | Total club    | 88    | 16    | 11               | 0                | 0                     | 0                     | 99    | 17    |
| Stade de Reims Francia            | 1.ª           | 2021-22       | 20    | 0     | 2                | 0                | —                     | —                     | 22    | 0     |
| Stade de Reims Francia            | 1.ª           | 2022-23       | 28    | 0     | 1                | 0                | —                     | —                     | 29    | 0     |
| Stade de Reims Francia            | Total club    | Total club    | 48    | 0     | 3                | 0                | 0                     | 0                     | 51    | 0     |
| F. C. Twente · Países Bajos       | 1.ª           | 2023-24       | 21    | 0     | 1                | 0                | —                     | —                     | 22    | 0     |
| F. C. Twente · Países Bajos       | 1.ª           | 2024-25       | 15    | 0     | 1                | 0                | 9                     | 0                     | 25    | 0     |
| Sparta de Róterdam · Países Bajos | 1.ª           | 2024-25       | 14    | 3     | —                | —                | —                     | —                     | 14    | 3     |
| F. C. Twente · Países Bajos       | 1.ª           | 2025-26       | 1     | 0     | —                | —                | —                     | —                     | 1     | 0     |
| F. C. Twente · Países Bajos       | Total club    | Total club    | 37    | 0     | 2                | 0                | 9                     | 0                     | 48    | 0     |
| Sparta de Róterdam · Países Bajos | 1.ª           | 2025-26       | 0     | 0     | 0                | 0                | —                     | —                     | 0     | 0     |
| Sparta de Róterdam · Países Bajos | Total club    | Total club    | 14    | 3     | 0                | 0                | 0                     | 0                     | 14    | 3     |
| Total carrera                     | Total carrera | Total carrera | 219   | 19    | 19               | 1                | 11                    | 0                     | 249   | 20    |

## Palmarés

### Títulos nacionales
| Título                   | Club             | País         | Año     |
| ------------------------ | ---------------- | ------------ | ------- |
| Copa de los Países Bajos | S. B. V. Vitesse | Países Bajos | 2016-17 |